# Claire Maurier
Claire Maurier (* 27. März 1929 in Céret als Odette Michelle Suzanne Agramon) ist eine französische Schauspielerin.

## Leben
Die Tochter eines Franzosen und einer gebürtigen Katalanin studierte bereits mit 16 Jahren Schauspielerei am Conservatoire de Bordeaux. Seit den frühen 1950er-Jahren erfolgten Auftritte im Kino. Eine ihrer bekanntesten Filmrollen spielte sie 1959 im Filmklassiker Sie küßten und sie schlugen ihn vom Nouvelle-Vague-Regisseur François Truffaut als barsche und gefühlskalte Mutter des von Jean-Pierre Léaud verkörperten Antoine Doinel. Weitere frühe Filmauftritte hatte sie in Die Pariserin (1957) mit Charles Boyer sowie in der Komödie Alles in Butter (1963) neben den Starkomikern Fernandel und Bourvil, in der sie die bigam lebende Ehefrau der beiden Starkomiker spielte. Eine historische Rolle verkörperte Maurier als Ninon de Lenclos in der Literaturverfilmung Angélique von Bernard Borderie. 
Ab den 1960er-Jahren spielte sie auch regelmäßig in Fernsehserien und Fernsehfilmen, ihre Kinoauftritte wurden dagegen seltener. 1978 verkörperte Maurier in der Hitkomödie Ein Käfig voller Narren die Rolle der Geschäftsfrau Simone, die mit einem homosexuellen Mann ein Kind gezeugt und diesem es zur Erziehung überlassen hatte. Drei Jahre später erhielt sie eine César-Nominierung als Beste Nebendarstellerin für ihren Auftritt im Filmdrama Der ungeratene Sohn. Im 21. Jahrhundert spielte sie unter anderem die Rolle der Café-Besitzerin Suzanne in der Liebeskomödie Die fabelhafte Welt der Amélie (2001) und war als Mutter von Gérard Depardieus Hauptfigur, die ihren Sohn verachtet, in Das Labyrinth der Wörter (2010) zu sehen. Zuletzt stand sie im Jahr 2013 für die Fernsehserie La famille Katz vor der Kamera.
Neben ihrer Film- und Fernseharbeit erreichte die Schauspielerin in ihrem Heimatland vor allem durch zahlreiche Theaterrollen Bekanntheit, vorwiegend an angesehenen Theaterhäusern in Paris. Im Jahr 1995 wurde sie für den Theaterpreis Molière nominiert. Die Schauspiellaufbahn der Charakterdarstellerin Claire Maurier umfasst zusammengenommen rund 45 Kinofilme, über 50 Fernsehproduktionen und zahlreiche Theaterauftritte in einem Zeitraum von über 60 Jahren.

## Filmografie (Auswahl)
- 1951: Ce coquin d’Anatole
- 1953: Mein Leben für die Liebe (Un caprice de Caroline chérie)
- 1957: Die Pariserin (Une parisienne)
- 1958: Mit dem Rücken zur Wand (Le dos au mur)
- 1959: Sie küßten und sie schlugen ihn (Les quatre cents coups)
- 1960: Ein Mädchen für einen Sommer (Une fille pour l’été)
- 1961: Zarte Haut in schwarzer Seide (De quoi tu te mêles Daniela!)
- 1963: Alles in Butter (La cuisine au beurre)
- 1964: Interpol jagt leichte Mädchen (Requiem pour un caïd)
- 1965: Don Quijote von der Mancha (Don Quijote)
- 1965: Angélique, 2. Teil (Merveilleuse Angélique)
- 1969: Allô Police (Fernsehserie, Folge Au diable la malice)
- 1969: Moneten fürs Kätzchen (La fiancée du pirate)
- 1971: Quentin Durward (Fernsehserie, 1 Folge)
- 1973: Flucht im Kreis (Le gang des otages)
- 1973: Der Fremde (Le provocateur; Fernsehserie, 11 Folgen)
- 1978: Ein Käfig voller Narren (La cage aux folles)
- 1980: Der ungeratene Sohn (Un mauvais fils)
- 1983: Vous habitez chez vos parents?
- 1996: Typisch Familie! (Un air de famille)
- 1999: L’homme de ma vie
- 2001: Die fabelhafte Welt der Amélie (Le fabuleux destin d’Amélie Poulain)
- 2003: Les clefs de bagnole
- 2003: Birkenau und Rosenfeld (La petite prairie aux bouleaux)
- 2005: Faites comme chez vous (Fernsehserie, 19 Folgen)
- 2006: Le héros de la famille
- 2006: Die Verlegerin und der Autor (Les ambitieux)
- 2009: Crime Scene Riviera (Section de recherches, Fernsehserie, Folge L’enfance de l’art)
- 2010: Das Labyrinth der Wörter (La tête en friche)
- 2013: La famille Katz (Fernsehserie, 6 Folgen)

## Nominierungen
- 1981: Nominierung für den César 1981 als Beste Nebendarstellerin für Der ungeratene Sohn
- 1995: Nominierung für den Molière als Beste Nebendarstellerin für Un air de famille